# Петър Велчев
Петър Велчев Велчев е бъларски поет, доктор по филология и член на редица български и международни литературни клубове.
Петър Велчев е роден през 1944 г. в село Искрец, Софийско. Завършил е испанска филология, българска филология и философия в СУ „Св. Климент Охридски“ през 1968 г. със специалност по испанска и българска филология. От 1979 г. е доктор по тези специалности.
Професионалната му кариера минава като научен сътрудник и старши научен сътрудник в Института за литература при БАН от 1979 г. до пенсионирането му. Научен секретар на Института по международна дейност, книгоиздаването и сътрудничеството със СПБ. Един от учредителите и отговорен секретар е на академичната поредица „Сравнително литературознание“ и е Ръководител на секцията. Член на редакционния съвет на списание „Литературна мисъл“ и първи зам.-главен редактор на в. „Словото днес“. Колумнист на в. АБВ. За периода от 1972 г. до 2013 г. е участвал с доклади в повече от 25 международни и национални научни сесии, конгреси, конференции и пр. Член-учредител на Съюза на преводачите в България, на Дружеството на българистите и на Академичния кръг по сравнително литературознание; член на СБП, на българската секция на международния ПЕН център и на Международната асоциация по компаритивистика. Има над 1000 печатни публикации в областта на поезията, критиката, литературознанието. Един от изявените поети на следвоенното поколение, издал 14 стихосбирки. Негови стихотворения са включени в повече от петдесет издадени у нас антологии.

## Награди
- Златната значка на СБП (1988);
- Награда за книга на годината на Съвета на книгоиздателите (1992);
- Награда на СБП и на посолствата на Латинска Америка в София (1997);
- Награда за изкуство „Золотая муза” (2003, 2010);
- Национална литературна награда „Димчо Дебелянов“ (2006);[2]
- Награда на СБП за цялостно творчество (2008).